# ورود (فیلم ۱۹۹۶)
ورود (به انگلیسی: The Arrival) فیلمی آمریکایی-مکزیکی در سبک علمی-تخیلی و مهیج به کارگردانی دیوید تویی است که در سال ۱۹۹۶ منتشر شد. از بازیگران آن می‌توان به چارلی شین، لیندسی کروس، ریچارد شیف، ران سیلور و تری پولو اشاره کرد.